# Ech Chaâb
Ech-Chaab  (Le Peuple) (en arabe الشعب) est un quotidien généraliste algérien paraissant en langue arabe. Il est fondé le 11 décembre 1962, quelques mois après l’indépendance de l’Algérie. Il s'agit de l'un des six quotidiens de la presse publique.
Le journaliste Mustapha Hamici est nommé à la tête du journal le 31 mai 2020, succédant à Fnides Ben Bella. Mustapha Hamici est limogé le 30 juin 2022 et remplacé par Djamel Laâlami.
Le 21 mai 2023 est décédé Fnides Ben Bella. 